# Agenzia Spaziale Nazionale (Malaysia)
L'Agenzia Spaziale Nazionale (in malese, Agensi Angkasa Negara, ANGKASA) è l'ente spaziale malaysiano, istituita nel 2002. È responsabile del programma spaziale malaysiano, della ricerca e dell'educazione spaziale e dell'assistenza del Governo malaysiano nello stabilire la politica nazionale in fatto di spazio. Il primo e finora unico direttore generale dell'agenzia è il prof. Mazlan Binti Othman ed il vice è il dott. Mustafa Din Subari.

## RazakSAT
Il RazakSAT è un satellite di osservazione terrestre sviluppato in Malaysia. Il suo strumento principale è una fotocamera a media apertura. Le immagini dalla fotocamera sono trasmesse alla stazione terrestre di ricezione ed elaborazione delle immagini in Malaysia.

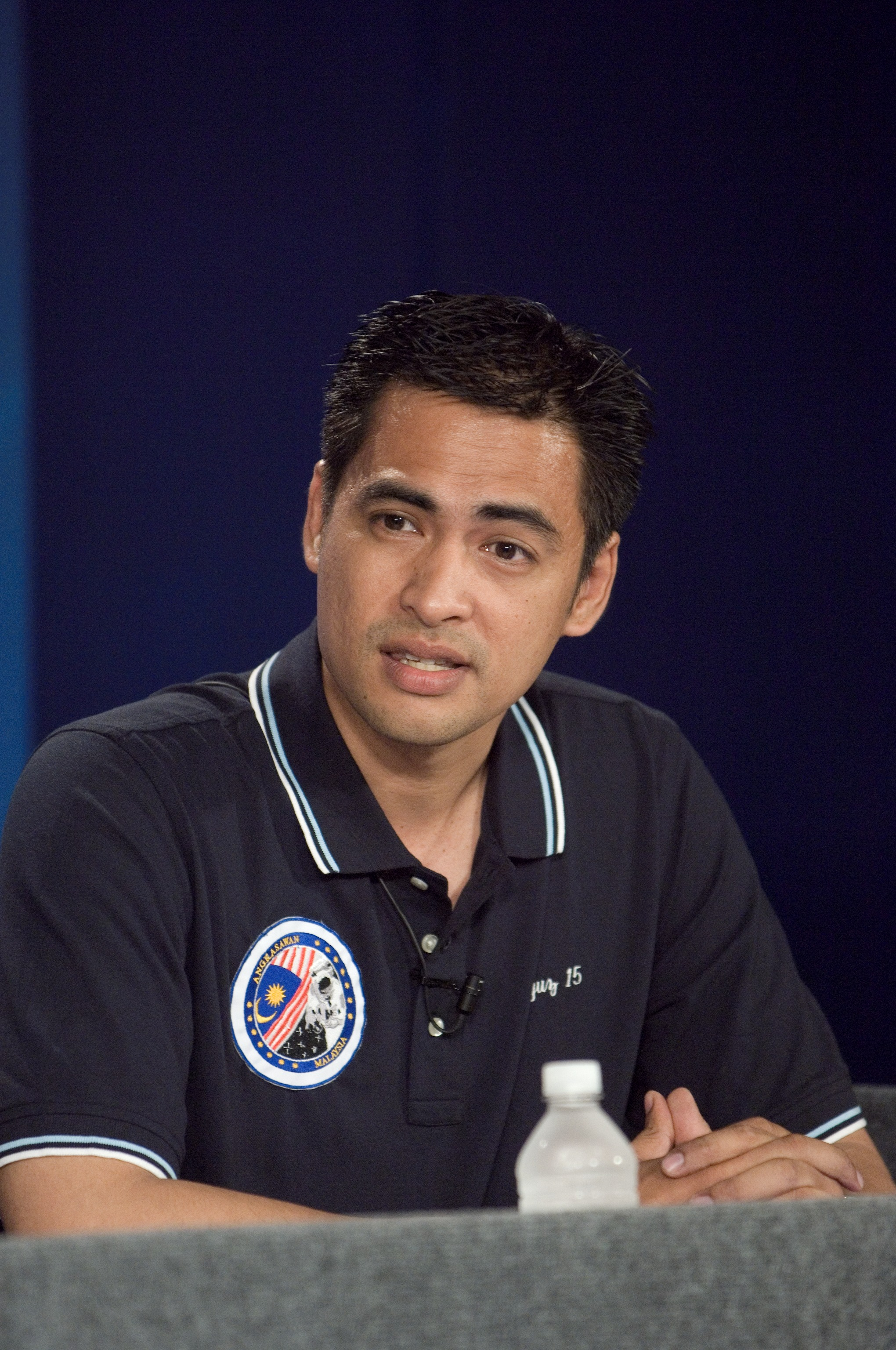
Sheikh Muszaphar Shukor, il primo malaysiano ad andare nello spazio.

## Programma spaziale umano
Una parte della transazione per cui la Malaysia ha comprato 18 caccia Sukhoi Su-30 prevedeva che l'Agenzia spaziale russa portasse nello spazio un malaysiano nel 2007 come parte del programma Angkasawan. Angkasawan è una parola malese che significa astronauta o cosmonauta.
Nell'aprile 2006 l'ANGKASA ha finanziato una conferenza di scienziati e di autorità religiose; la questione discussa era come le circostanze di un viaggio spaziale possano interferire con gli obblighi di un astronauta musulmano: ad esempio come può l'astronauta pregare rivolto verso La Mecca (qibla) mentre è in orbita attorno alla Terra.
Sheikh Muszaphar Shukor fu scelto il 4 settembre 2006 per essere il primo malaysiano ad andare nello spazio.

### Un musulmano nello spazio
Uno dei principali problemi per cui bisogna trovare una soluzione è come l'astronauta svolga gli obblighi religiosi una volta nello spazio. Con questi problemi in mente l'agenzia, in cooperazione con altre agenzie in Malaysia, ha sviluppato le prime istruzioni intitolate “Istruzioni per svolgere i riti islamici sulla Stazione spaziale internazionale”. Il vademecum fornisce soluzioni a tutti i problemi riguardanti lo svolgimento degli atti religiosi come il digiuno e la preghiera nella stazione spaziale.